# Chiesa di San Francesco (San Ginesio)
La chiesa di San Francesco è una chiesa cattolica romana situata a San Ginesio, nelle Marche.

## Storia

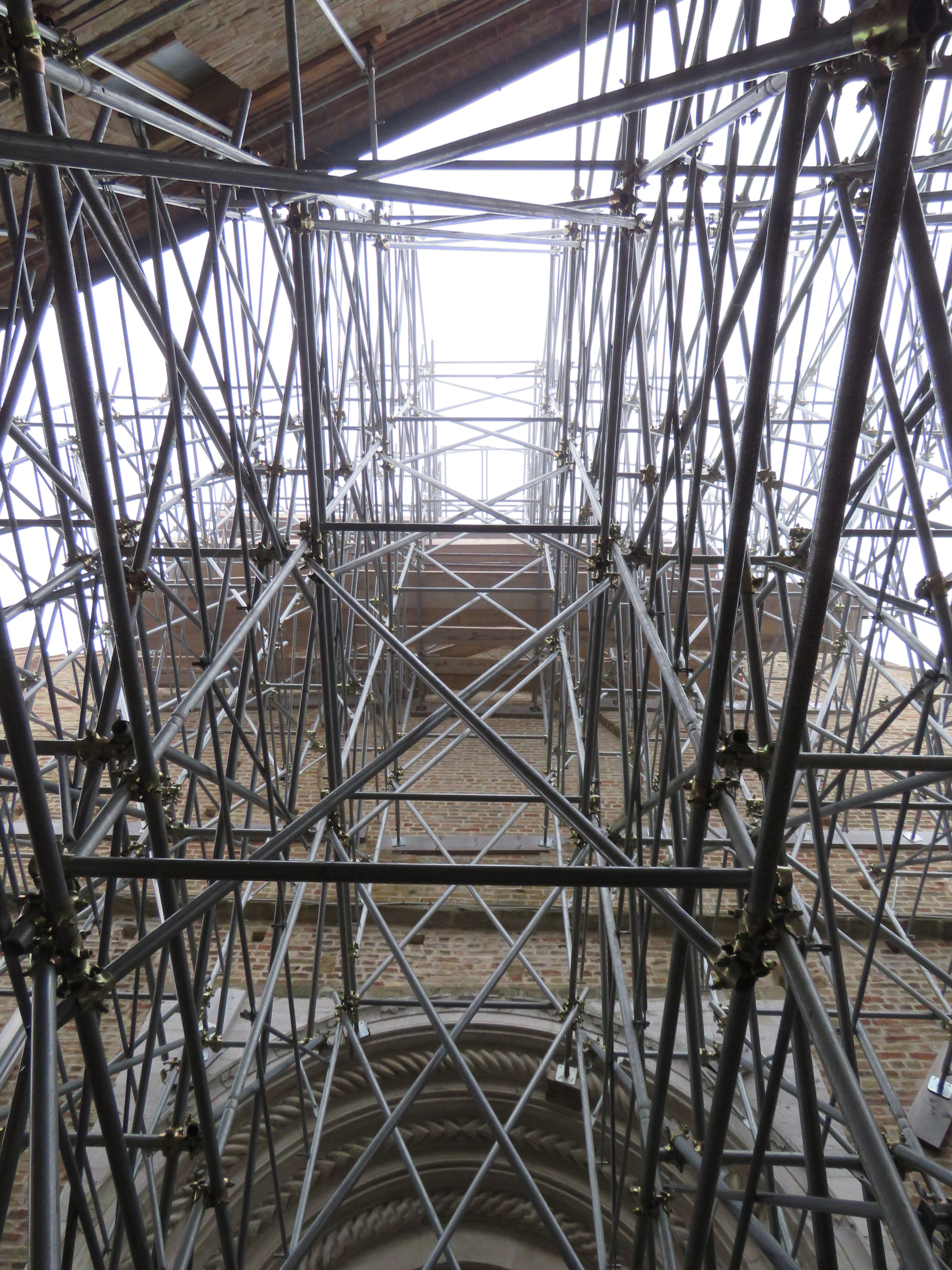
Facciata della chiesa dopo lo sciame sismico del 2016/2017

Intorno alla metà del XI secolo i monaci benedettini, sotto la guida del vescovo Attone I, edificarono la chiesa, originariamente dedicata a San Pietro, nella via più antica di San Ginesio, la via Capocastello (Caput Castri in latino). Nel 1216 venne data ai frati francescani che, nel 1230, la intitolarono a San Francesco. Sotto la loro guida la chiesa subì numerosi restauri e modifiche, raggiungendo così lo stile romanico-gotico che oggi conserva. Questi a loro volta la cedettero ai Conventuali che rimasero fino alla soppressione napoleonica. Nel corso della sua storia la chiesa ottenne un'altra denominazione, ovvero chiesa dei comizi, poiché al suo interno si radunava il popolo ginesino per prendere importanti decisioni che riguardavano la comunità e per eleggere i Priori del Comune. Fu proprio in questo periodo che il convento ospitò numerose figure, tra cui Bernardino da Siena, Giacomo della Marca, l'inquisitore Padre Nasimbeni, l'esaminatore della tesi di Pico della Mirandola Pier Antonio Galassini, il priore della chiesa di Santa Croce di Firenze Gregorio Fioretti e il provinciale di Costantinopoli Genesio Antonio Liverani.
Per qualche decennio la chiesa e il convento limitrofo venne dato al demanio, per tornare poi di proprietà dell’Ente ecclesiastico che nel 1836 vi insediò il Terzo Ordine Regolare di San Francesco, spostati dalla chiesa di Santa Maria in Fiolce. Nel 1861, con la nascita del Regno d'Italia, il convento divenne di proprietà dello Stato, diventando così sede del Comune di San Ginesio. Ai frati venne data un'altra struttura, un palazzo signorile posto di fronte alla chiesa, visto che la zona dove la chiesa venne costruita ospitava i nobili.
Il 26 settembre 1997, a seguito del terremoto che colpì le Marche e l'Umbria, la chiesa ha subito un cedimento delle fondazioni della zona absidale e del campanile: visto ciò nel 1999 vennero inserite delle catene in ferro per sorreggere il campanile e venne consolidata la zona dell'abside. Con il terremoto del 2016 e del 2017 il timpano della chiesa è crollato, mentre una parte del tetto è decaduto all'interno. Le scosse, inoltre, hanno provocato danni alle mura perimetrali e all'abside. Per la messa in sicurezza, la Soprintendenza dei beni archeologici delle Marche ha disposto l'utilizzo di speciali fibre di vetro e particolari malte, pilastrini, setti murari e contrafforti. Per evitare infiltrazioni d'acqua è stata posizionata una guaina impermeabile.

## Architettura

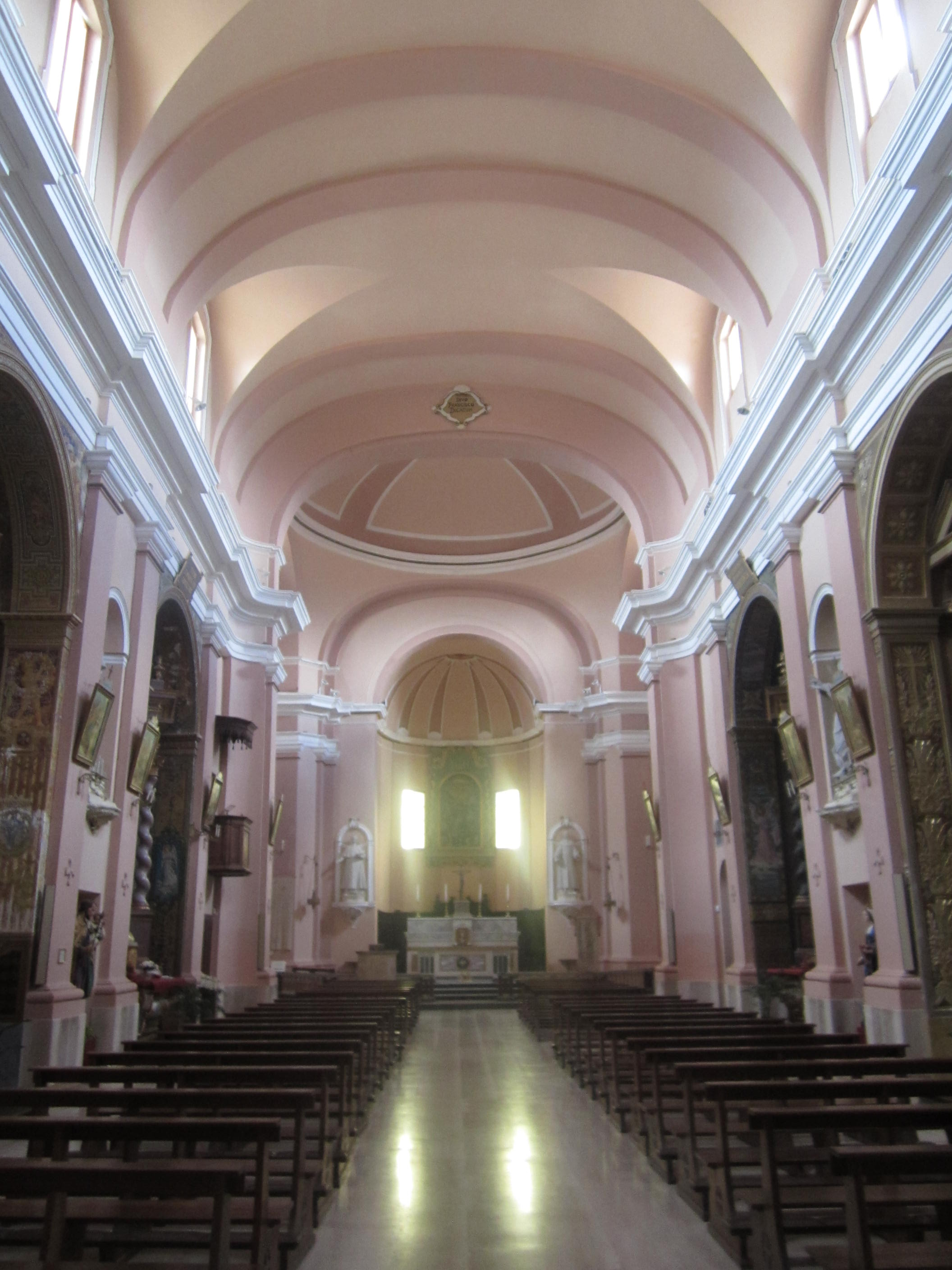
L'interno della chiesa. Visibile è la colorazione rosa

La chiesa presenta una pianta rettangolare ed è costruita in romanico e gotico. Il portale, simile alla chiesa di San Francesco a Montegiorgio, della facciata a salienti è originario del 1240 e presenta numerose decorazioni gotiche, come le colonne tortili. Ritoccato intorno al XVIII secolo, assunse uno stile riconducibile al neoclassicismo. L'abside, anch'esso gotico, presenta delle arcate con finestroni trilobati, che illuminano la chiesa. L'attuale convento dei frati del Terzo Ordine Regolare, ha la cosiddetta "porta del morto", una porta utilizzata nei palazzi signorili dalle famiglie nobili per far uscire i cadaveri.
L'interno, modificato da Padre Norberto Morichelli nel XVIII secolo, non è diviso in navate, presenta tre campate separate da un lesene dove è inserita una nicchia e una muratura laterale con sei altari, tre per ogni lato, simile all'auditorium Sant'Agostino, all'interno di cappelle realizzate in stile barocco. Il presbiterio è introdotto da un arco trionfale, posto avanti ad un parapetto e all’altare principale. L’abside è a pianta poligonale e sul lato est si apre una cappella costruita utilizzando una pianta quadrata. Sono presenti anche delle volte a botte a sesto ribassato, mentre il tetto è costruito a due falde con solaio in mattoni, rivestito utilizzando dei coppi. Il tutto è sorretto da travi di legno e capriate.

## Pittura
La chiesa presenta un intonaco di colorazione rosacea e ospita numerosi affreschi. Nella navata è presente un arcosolio dipinto e nella cappella a lato del presbiterio sono conservati alcuni affreschi della scuola giottesca che raffigurano alcune storie della vita di San Francesco, che riprendono quelli della Basilica Superiore di Assisi. Nella prima metà del XX secolo Guglielmo Ciarlantini eseguì alcune decorazioni e dipinse il battesimo di Gesù. Le cappelle laterali sono decorate con degli affreschi riconducibili alla scuola riminese, mentre la realizzazione di alcuni è databile intorno al XIV secolo. All'interno è stato decorato anche da Gentile da Fabriano e dal fiorentino Andrea Boscoli.
Nella chiesa, prima del terremoto, era conservato un quadro di Domenico della Marca che rappresentava la Madonna, accompagnata da Gesù Bambino e alcuni santi, che sovrastano un nobile su un letto di morte. Questo dipinto presenta la scritta "a.d. mcccciii hoc opvs fecit fieri Magister Dominicus de Sancto Ginesio": l'interpretazione fa preupporre che il suo luogo di nascita sia proprio San Ginesio.